# Phare avant de Grand Island Harbor

Le phare avant de Grand Island Harbor (en anglais : Grand Island Harbor Front Range Light),connu aussi comme Furnace Bay Light, est un phare du lac Supérieur situé au civil township de Munising dans le comté d'Alger, Michigan. Il se trouve dans le Hiawatha National Forest (en) géré par le département de l'Agriculture des États-Unis.

## Historique
Les feux d'alignement de Grand Island ont été allumés pour la première fois en 1868. Le feu d'alignement avant d'origine était une pyramide en bois qui contenait une lentille de Fresnel du sixième ordre. Le feu d'alignement arrière d'origine était une lentille de Fresnel du sixième ordre dans une tour en bois au sommet d'une maison de gardien à 150 m à l'arrière du feu d'alignement avant. 
En 1914, ces structures à ossature bois étaient gravement endommagées, et les deux ont été remplacées dans le cadre d'un effort plus large de remplacement de presque tous les feux de port par des structures à ossature d'acier. 
Le nouveau feu d'alignement avant est un tourelle en fer de 6 m de haut. Un nouveau feu arrière automatisé a été installé à 230 m  à l'arrière du feu avant. En 1939, les lentilles de Fresnel du sixième ordre ont été remplacées par des lentilles en verre de 350 millimètres, qui utilisaient toujours de l'acétylène. En 1968, le feu d'alignement avant a été remplacé par une structure en acier tubulaire de style "D9" et, en 1969, la lumière arrière a été désactivée.

## Description
Le phare actuel est une tourelle cylindrique en acier de 6 m de haut. La tour est blanche et porte une balise moderne. Il émet, à une hauteur focale de 7 m, un bref éclat blanc de 0,3 seconde par période de 2,5 secondes. Sa portée est de 9 milles nautiques (environ 17 km).

## Caractéristiques dufeu maritime
Fréquence : 2,5 secondes (W)
- Lumière : 0,3 seconde
- Obscurité : 2,2 secondes

Identifiant : ARLHS : USA-1079.

### Lien connexe
- Liste des phares au Michigan